# The Shark (film fra 1920)
The Shark er en amerikansk stumfilm fra 1920 af Dell Henderson.

## Medvirkende
- George Walsh som Shark Rawley
- Robert Broderick som Rodman Selby
- William Nally som Sanchez
- James T. Mack som Hump Logan
- Henry Pemberton som Juan Najera
- Marie Pagano som Carlotta
- Mary Hall som Doris Selby